# Строки
Строки (укр. Строки) — село в Теофипольском районе Хмельницкой области Украины.
Население по переписи 2001 года составляло 394 человека. Почтовый индекс — 30624. Телефонный код — 3844. Занимает площадь 1,193 км². Код КОАТУУ — 6824783503.

## Местный совет
30623, Хмельницкая обл., Теофипольский р-н, с. Ледыховка, ул. Центральная, тел. 9-82-10; 9-82-41